# Faroa acaulis
Faroa acaulis är en gentianaväxtart som beskrevs av R. E. Fries. Faroa acaulis ingår i släktet Faroa och familjen gentianaväxter. Inga underarter finns listade i Catalogue of Life.